# Mistrzostwa Polski Seniorów w Lekkoatletyce 2005
81. Mistrzostwa Polski Seniorów w Lekkoatletyce – zawody sportowe, które rozgrywane były w Białej Podlaskiej na stadionie AWF Biała Podlaska w dniach 24–26 czerwca 2005 roku.

## Rezultaty
| NR – rekord Polski \| NL – najlepszy wynik w Polsce w sezonie \| SB – najlepszy wynik w sezonie \| PB – rekord życiowy |

### Mężczyźni
| Konkurencja:                  | 1. miejsce                                                                        | Rezultat | 2. miejsce                                                                         | Rezultat | 3. miejsce                                                                 | Rezultat |
| Bieg na 100 m                 | Michał Bielczyk AZS-AWF Warszawa                                                  | 10,42    | Zbigniew Tulin Legia Warszawa                                                      | 10,45    | Dariusz Kuć Elite Cafe Wawel Kraków                                        | 10,56    |
| Bieg na 200 m                 | Marcin Jędrusiński AZS Poznań                                                     | 20,86    | Paweł Ptak AZS-AWF Wrocław                                                         | 21,24    | Piotr Wiaderek AZS-AWFiS Gdańsk                                            | 21,24    |
| Bieg na 400 m                 | Marcin Marciniszyn Śląsk Wrocław                                                  | 45,69    | Piotr Klimczak AZS-AWF Kraków                                                      | 46,01    | Piotr Rysiukiewicz Śląsk Wrocław                                           | 46,09    |
| Bieg na 800 m                 | Paweł Czapiewski Lubusz Słubice                                                   | 1:47,10  | Grzegorz Krzosek RLTL ZTE Radom                                                    | 1:47,50  | Tomasz Marks AZS-UWM Olsztyn                                               | 1:48,51  |
| Bieg na 1500 m                | Mirosław Formela Sporting Międzyzdroje                                            | 3:39,41  | Paweł Czapiewski Lubusz Słubice                                                    | 3:40,14  | Ireneusz Sekretarski Vectra Włocławek                                      | 3:40,32  |
| Bieg na 5000 m                | Radosław Popławski Astra Nowa Sól                                                 | 13:46,80 | Michał Kaczmarek Grunwald Poznań                                                   | 13:59,62 | Mariusz Giżyński AZS-AWF Warszawa                                          | 14:03,55 |
| Bieg na 110 m przez płotki    | Tomasz Ścigaczewski AZS Poznań                                                    | 13,66    | Artur Kohutek Zawisza Bydgoszcz                                                    | 13,76    | Mariusz Kubaszewski Zawisza Bydgoszcz                                      | 13,87    |
| Bieg na 400 m przez płotki    | Marek Plawgo Warszawianka                                                         | 50,60    | Tomasz Rudnik ULKS Zielony Dąb Żarów                                               | 51,15    | Marek Motyka AZS-AWF Katowice                                              | 51,52    |
| Bieg na 3000 m z przeszkodami | Jakub Czaja SKLA Sopot                                                            | 8:22,68  | Jan Zakrzewski Oleśniczanka                                                        | 8:29,69  | Tomasz Szymkowiak ULKS Orkan Wielkopolska                                  | 8:29,96  |
| Sztafeta 4 × 100 m            | MKL Szczecin Tomasz Mińko Grzegorz Mitek Mikołaj Lewański Łukasz Rokicki          | 40,55    | AZS-AWF Warszawa Paweł Dutkiewicz Tomasz Biernat Michał Bielczyk Łukasz Trochimiak | 40,56    | AZS-AWF Wrocław Łukasz Pryga Daniel Kaczmarczyk Marcin Niewiara Paweł Ptak | 40,62    |
| Sztafeta 4 × 400 m            | Śląsk Wrocław Marcin Marciniszyn Jacek Bocian Piotr Rysiukiewicz Robert Maćkowiak | 3:07,29  | AZS-AWF Wrocław Daniel Czuchnowski Filip Walotka Łukasz Pryga Paweł Ptak           | 3:08,32  | AZS Łódź Krzysztof Klonowicz Daniel Dąbrowski Piotr Kędzia Daniel Bródka   | 3:11,30  |
| Skok wzwyż                    | Michał Bieniek AZS-AWF Wrocław                                                    | 2,34     | Grzegorz Sposób Start Lublin                                                       | 2,30     | Aleksander Waleriańczyk Elite Cafe Wawel Kraków                            | 2,28     |
| Skok o tyczce                 | Adam Kolasa KL Gdynia                                                             | 5,60     | Przemysław Czerwiński MKL Szczecin                                                 | 5,55     | Krzysztof Skrzyński OST Gdańsk                                             | 5,20     |
| Skok w dal                    | Tomasz Mateusiak OKLA Intercell Ostrołęka                                         | 7,91     | Michał Łukasiak AZS-AWF Warszawa                                                   | 7,79     | Marcin Starzak Elite Cafe Wawel Kraków                                     | 7,76     |
| Trójskok                      | Jacek Kazimierowski MKLA Łęczyca                                                  | 16,52    | Konrad Katarzyński AZS-AWF Kraków                                                  | 16,36    | Mateusz Parlicki AZS-AWS Katowice                                          | 16,25    |
| Pchnięcie kulą                | Tomasz Majewski AZS-AWF Warszawa                                                  | 20,13    | Leszek Śliwa Zawisza Bydgoszcz                                                     | 19,22    | Dominik Zieliński Lechia Gdańsk                                            | 18,63    |
| Rzut dyskiem                  | Piotr Małachowski Śląsk Wrocław                                                   | 64,74    | Andrzej Krawczyk AZS-AWF Biała Podlaska                                            | 63,07    | Olgierd Stański NKS Namysłów                                               | 60,04    |
| Rzut młotem                   | Szymon Ziółkowski AZS Poznań                                                      | 77,75    | Maciej Pałyszko NKS Namysłów                                                       | 70,58    | Marcin Fernówka Zawisza Bydgoszcz                                          | 70,17    |
| Rzut oszczepem                | Dariusz Trafas NKS Namysłów                                                       | 77,55    | Tomasz Damszel NKS Namysłów                                                        | 77,36    | Igor Janik AZS-AWFiS Gdańsk                                                | 76,06    |

### Kobiety
| Konkurencja:                  | 1. miejsce                                                                       | Rezultat | 2. miejsce                                                                       | Rezultat | 3. miejsce                                                                         | Rezultat |
| Bieg na 100 m                 | Daria Onyśko AZS-AWF Poznań                                                      | 11,44    | Dorota Dydo AZS Poznań                                                           | 11,65    | Iwona Brzezińska Skra Warszawa                                                     | 11,77    |
| Bieg na 200 m                 | Anna Guzowska AZS-AWF Warszawa                                                   | 23,02    | Grażyna Prokopek AZS-AWF Warszawa                                                | 23,49    | Dorota Dydo AZS Poznań                                                             | 23,90    |
| Bieg na 400 m                 | Anna Guzowska AZS-AWF Warszawa                                                   | 51,29    | Zuzanna Radecka AZS-AWF Katowice                                                 | 51,58    | Monika Bejnar AZS-AWF Warszawa                                                     | 51,68    |
| Bieg na 800 m                 | Ewelina Sętowska AZS-AWF Warszawa                                                | 2:02,12  | Anna Jakubczak Agros Zamość                                                      | 2:03,06  | Joanna Buza Start Lublin                                                           | 2:03,77  |
| Bieg na 1500 m                | Wioletta Janowska AZS-AWF Kraków                                                 | 4:10,23  | Justyna Lesman Olimpia Poznań                                                    | 4:15,55  | Małgorzata Jamróz Warszawianka                                                     | 4:21,90  |
| Bieg na 5000 m                | Justyna Bąk NKS Namysłów                                                         | 17:09,53 | Marzena Kłuczyńska Orkan Wielkopolska Poznań                                     | 17:14,64 | Karolina Jarzyńska AZS-AWF Wrocław                                                 | 17:18,35 |
| Bieg na 100 m przez płotki    | Aurelia Trywiańska AZS-AWF Warszawa                                              | 13,05    | Joanna Kocielnik Orzeł Warszawa                                                  | 13,55    | Justyna Oleksy AZS-AWFiS Gdańsk                                                    | 13,63    |
| Bieg na 400 m przez płotki    | Anna Jesień AZS-AWF Warszawa                                                     | 54,53    | Małgorzata Pskit AZS-AWF Warszawa                                                | 55,25    | Marta Chrust-Rożej AZS-AWF Wrocław                                                 | 55,56    |
| Bieg na 3000 m z przeszkodami | Katarzyna Kowalska Vectra Włocławek                                              | 10:11,07 | Anna Kądziela Ostrovia Ostrowiec Św.                                             | 10:19,87 | Agata Dróżdż Juventa Starachowice                                                  | 10:25,38 |
| Sztafeta 4 × 100 m            | AZS-AWF Warszawa Grażyna Prokopek Anna Guzowska Monika Bejnar Aurelia Trywiańska | 44,90    | AZS-AWF II Warszawa Marta Zasławska Edyta Grzyb Elżbieta Druzd Danuta Blicharska | 46,40    | AZS-AWF Wrocław Karolina Tłustochowska Agnieszka Czyż Iwona Dorobisz Dorota Górska | 46,64    |
| Sztafeta 4 × 400 m            | AZS-AWF Warszawa Anna Jesień Ewelina Sętowska Dorota Udałow Monika Bejnar        | 3:33,45  | AZS-AWF Wrocław Maria Kuśniar Małgorzata Pskit Marta Chrust-Rożej Anita Hennig   | 3:35,00  | AZS-AWF Kraków Wioletta Janowska Edyta Gruszka Jolanta Wójcik Alicja Smyrska       | 3:45,16  |
| Skok wzwyż                    | Anna Ksok Śląsk Wrocław                                                          | 1,88     | Kamila Stepaniuk Podlasie Białystok                                              | 1,86     | Marta Borkowska AZS-UMCS Lublin Magdalena Drop Wisła Sandomierz                    | 1,81     |
| Skok o tyczce                 | Monika Pyrek MKL Szczecin                                                        | 4,70     | Anna Rogowska SKLA Sopot                                                         | 4,60     | Róża Kasprzak AZS-AWFiS Gdańsk                                                     | 4,30     |
| Skok w dal                    | Małgorzata Trybańska Warszawianka                                                | 6,32     | Dominika Miszczak Gwda Piła                                                      | 6,26     | Katarzyna Zioło LKS Mielec                                                         | 6,23     |
| Trójskok                      | Aleksandra Fila Start Lublin                                                     | 13,63    | Aneta Sadach Vis Ksawerów                                                        | 13,59    | Liliana Zagacka Krokus Leszno                                                      | 13,54    |
| Pchnięcie kulą                | Magdalena Sobieszek AZS-AWF Warszawa                                             | 15,97    | Agnieszka Bronisz Płomień Sosnowiec                                              | 15,75    | Wioletta Potępa AZS-AWF Warszawa                                                   | 15,69    |
| Rzut dyskiem                  | Marzena Wysocka AZS-AWF Biała Podlaska                                           | 63,75    | Wioletta Potępa AZS-AWF Warszawa                                                 | 61,89    | Joanna Wiśniewska Gwardia Warszawa                                                 | 59,69    |
| Rzut młotem                   | Kamila Skolimowska Gwardia Warszawa                                              | 72,43    | Katarzyna Kita Agros Zamość                                                      | 62,50    | Agnieszka Pogroszewska Jantar Ustka                                                | 60,73    |
| Rzut oszczepem                | Barbara Madejczyk Jantar Ustka                                                   | 61,05    | Izabella Wojczakowska AZS-AWF Kraków                                             | 52,22    | Monika Kołodziejska Start Skierniewice                                             | 50,34    |

## Biegi przełajowe
77. mistrzostwa Polski w biegach przełajowych rozegrano 5 marca w Policach. Kobiety rywalizowały na dystansie 4 km, a mężczyźni na 10 km.

### Mężczyźni
| Konkurencja:            | 1. miejsce             | Rezultat | 2. miejsce                   | Rezultat | 3. miejsce                       | Rezultat |
| Bieg przełajowy (10 km) | Jakub Czaja SKLA Sopot | 30:43    | Henryk Szost Podgórze Kraków | 30:48    | Michał Kaczmarek Grunwald Poznań | 30:57    |

### Kobiety
| Konkurencja:           | 1. miejsce                    | Rezultat | 2. miejsce                        | Rezultat | 3. miejsce                                   | Rezultat |
| Bieg przełajowy (4 km) | Justyna Lesman Olimpia Poznań | 14:10    | Małgorzata Sobańska Dąb Kozienice | 14:23    | Marzena Kłuczyńska Orkan Wielkopolska Poznań | 14:28    |

## Maraton
Mistrzostwa Polski w maratonie kobiet i mężczyzn zostały rozegrane 10 kwietnia w Dębnie.

### Mężczyźni
| Konkurencja: | 1. miejsce                   | Rezultat | 2. miejsce                       | Rezultat | 3. miejsce                    | Rezultat |
| Maraton      | Rafał Wójcik KKL Fart Kielce | 2:14:47  | Radosław Dudycz Ekspres Katowice | 2:16:30  | Paweł Ochal Zawisza Bydgoszcz | 2:17:47  |

### Kobiety
| Konkurencja: | 1. miejsce                 | Rezultat | 2. miejsce                      | Rezultat | 3. miejsce                            | Rezultat |
| Maraton      | Janina Malska Wawel Kraków | 2:41:43  | Arleta Meloch Olimpia Grudziądz | 2:41:51  | Joanna Kamińska Budowlani Częstochowa | 2:42:34  |

## Bieg na 10 000 m
Zawody mistrzowskie w biegu na 10 000 metrów kobiet i mężczyzn odbyły się 7 maja w Międzyzdrojach.

### Mężczyźni
| Konkurencja:     | 1. miejsce                  | Rezultat | 2. miejsce                       | Rezultat | 3. miejsce             | Rezultat |
| Bieg na 10 000 m | Arkadiusz Sowa Oleśniczanka | 28:48,25 | Michał Kaczmarek Grunwald Poznań | 28:53,95 | Jakub Czaja SKLA Sopot | 28:56,50 |

### Kobiety
| Konkurencja:     | 1. miejsce                   | Rezultat | 2. miejsce                      | Rezultat | 3. miejsce                                   | Rezultat |
| Bieg na 10 000 m | Grażyna Syrek Olimpia Poznań | 33:21,73 | Monika Drybulska Olimpia Poznań | 33:48,37 | Marzena Kłuczyńska Orkan Wielkopolska Poznań | 34:02,29 |

## Wieloboje
Mistrzostwa w dziesięcioboju mężczyzn i w siedmioboju kobiet zostały rozegrane 4 i 5 czerwca w Kielcach.

### Mężczyźni
| Konkurencja:  | 1. miejsce                      | Rezultat  | 2. miejsce                    | Rezultat  | 3. miejsce                       | Rezultat  |
| Dziesięciobój | Łukasz Płaczek AZS-AWFiS Gdańsk | 7289 pkt. | Daniel Grabowski Warszawianka | 7007 pkt. | Michał Chalabala AZS-AWF Wrocław | 6943 pkt. |

### Kobiety
| Konkurencja: | 1. miejsce                             | Rezultat  | 2. miejsce                         | Rezultat  | 3. miejsce                       | Rezultat  |
| Siedmiobój   | Magdalena Szczepańska AZS-AWFiS Gdańsk | 6090 pkt. | Karolina Tymińska AZS-AWFiS Gdańsk | 6026 pkt. | Joanna Grzesiak AZS-AWFiS Gdańsk | 5982 pkt. |

## Chód na 20 km
Mistrzostwa w chodzie na 20 kilometrów kobiet i mężczyzn zostały rozegrane 12 czerwca w Rumi.

### Mężczyźni
| Konkurencja:  | 1. miejsce                         | Rezultat | 2. miejsce                          | Rezultat | 3. miejsce                    | Rezultat |
| Chód na 20 km | Benjamin Kuciński AZS-AWF Katowice | 1:20:45  | Roman Magdziarczyk AZS-AWFiS Gdańsk | 1:20:47  | Grzegorz Sudoł AZS-AWF Gdańsk | 1:21:03  |

### Kobiety
| Konkurencja:  | 1. miejsce                       | Rezultat | 2. miejsce                      | Rezultat | 3. miejsce                        | Rezultat |
| Chód na 20 km | Agnieszka Olesz AZS-AWF Katowice | 1:37:47  | Katarzyna Kwoka Resovia Rzeszów | 1:41:13  | Agnieszka Dygacz AZS-AWF Katowice | 1:42:12  |

## Półmaraton
Mistrzostwa Polski w półmaratonie rozegrano 11 września w Pile.

### Mężczyźni
| Konkurencja: | 1. miejsce                       | Rezultat | 2. miejsce                    | Rezultat | 3. miejsce                            | Rezultat |
| Półmaraton   | Adam Dobrzyński Ekspres Katowice | 1:05:14  | Paweł Ochal Zawisza Bydgoszcz | 1:05:41  | Dariusz Kruczkowski Zawisza Bydgoszcz | 1:05:55  |

### Kobiety
| Konkurencja: | 1. miejsce                   | Rezultat | 2. miejsce                 | Rezultat | 3. miejsce                     | Rezultat |
| Półmaraton   | Grażyna Syrek Olimpia Poznań | 1:14:56  | Edyta Lewandowska RKS Łódź | 1:15:17  | Renata Paradowska KS Piaseczno | 1:16:31  |

## Chód na 50 km
Zawody mistrzowskie w chodzie na 50 kilometrów mężczyzn odbyły się 2 października w Wiedniu w Austrii.
| Konkurencja:  | 1. miejsce            | Rezultat | 2. miejsce                     | Rezultat | 3. miejsce                   | Rezultat |
| Chód na 50 km | Kamil Kalka Gwda Piła | 4:04:23  | Maciej Rosiewicz UKS 12 Kalisz | 4:05:10  | Michał Jarosz AZS-AWF Kraków | 4:08:12  |